# توماس أوستويزن
توماس أوستويزن (بالإنجليزية: Thomas Oosthuizen)‏ مواليد 2 أبريل 1988 في خاوتينغ، جنوب أفريقيا، هو ملاكم محترف جنوب أفريقي يصنف ضمن فئة وزن خفيف الثقيل.

## المسيرة الاحترافية
من نزالاته:
- انتصر على إزكويل ماديرنا (09-11-2013).
- تعادل مع براندون غونزاليز (29-06-2013).
- انتصر على فولغينسيو زونيغا (10-11-2012).

## إحصائيات
خاض خلال مسيرته 27 نزالا، فاز في 25 وتعادل في 2 ولم يخسر. فاز بالضربة القاضية في 13 نزالا.

## روابط خارجية
- توماس أوستويزن على موقع بوكس ريك (الإنجليزية) (registration required)